# Кореневский, Михаил Сергеевич
Михаил Сергеевич Кореневский (род. 1955) — советский и российский шашист, двукратный бронзовый призёр чемпионата мира по международным шашкам 1984 и 1986 годов, трёхкратный чемпион СССР 1978, 1979 и 1987 годов. Международный гроссмейстер. Профессиональный журналист, специализирующийся в области социально-трудовых отношений, экономики, социальной политики, профсоюзного движения в рамках ФНПР.

## Спортивная карьера
Михаил Кореневский начал заниматься шашками в 10 лет во Дворце пионеров Ленинграда у Льва Рамма в экспериментальной группе. После ухода Рамма в 1966 году на пенсию секцию возглавил Сергей Маншин. В 1970 году стал мастером спорта. Победитель розыгрыша Кубка СССР 1973 года, победитель юношеских первенств СССР 1970, 1971 годов, серебряный призёр чемпионата мира среди юниоров 1973 года. Выступал за общество «Буревестник» (Ленинград).
Принимал участие в чемпионатах мира 1978 года (4 место), 1984 года (3 место), 1986 года (3 место), 1988 года (7 место), чемпионате Европы 1987 года (5 место).
Гроссмейстер СССР. Международный гроссмейстер.
Член (с 13 августа 1985 года) символического клуба победителей чемпионов мира Роба Клерка.

## Образование
Окончил Философский факультет, а затем факультет журналистики ЛГУ.

## Журналистская карьера
Сотрудничал со многими изданиями Ленинграда - Санкт-Петербурга, в их числе: «СПб Ведомости», ИА «Росбалт», журнал «Эксперт», ЗАКС.ру,
«БалтИнфо» и «Петербургский Час Пик» (редактор отдела политики).
Являлся парламентским корреспондентом в ряде изданий (аналитические материалы и репортажи из Законодательного Собрания Санкт-Петербурга).
С 2008 года и по настоящее время - один из ведущих журналистов газеты «Площадь труда» Федерации профсоюзов Санкт-Петербурга и Ленинградской области.
Сфера профессиональных интересов Михаила Кореневского: Экономика; защита трудовых прав наемных работников и регулирование социально-трудовых отношений; социальная политика; городская среда; промышленность Петербурга и агропромышленный комплекс Ленинградской области; популяризация истории и современности профсоюзного движения в Санкт-Петербурге и России в целом.
Опубликованный в 2015 году в газете "Площадь труда" цикл статей Михаила Кореневского, посвященный 110-летию профсоюзного центра в Санкт-Петербурге (по трудам доктора исторических наук, Заслуженного деятеля науки Российской Федерации, почетного профессора СПбГУП, Виктора Ивановича Носача (1929 - 2011гг.)):
1.Рождение профсоюзов Северной столицы;
2. От классовой борьбы – к партнерству;
3. От НЭПа к репрессиям;
4. «Средь крови, железа и льда»;
5. Леноблсовпроф: битвы после Победы;
6. Профсоюзы в годы экономических экспериментов;
7. Профсоюзы в годы застоя;
8. Перестройка профсоюзов;
9. Первая пятилетка ЛФП;
10. От «лихих» 90-х – к стабильным двухтысячным;
В 2003 году победил в открытом конкурсе среди журналистов и редакций городских средств массовой информации "Мариинский" в номинации "Журналисту печатного СМИ за вклад в развитие парламентаризма и повышение правовой культуры граждан в Санкт-Петербурге".

## Награды
- Почётный диплом Законодательного Собрания Санкт-Петербурга (2 декабря 2009 года) — за выдающийся вклад в развитие парламентаризма, повышение правовой культуры жителей Санкт-Петербурга и в связи с 15-летием Законодательного Собрания Санкт-Петербурга [8].